# Elyra duplicifascia
Elyra duplicifascia är en fjärilsart som beskrevs av George Francis Hampson 1895. Elyra duplicifascia ingår i släktet Elyra och familjen nattflyn. Inga underarter finns listade i Catalogue of Life.